# Psittacosauridae
Die Psittacosauridae sind ein Taxon (eine systematische Gruppe) der Vogelbeckensaurier aus der Gruppe der Ceratopsia. Lange Zeit wurde nur die artenreiche Gattung Psittacosaurus in diese Gruppe eingeordnet, doch  mit dem wenig bekannten Hongshanosaurus wurde im Jahr 2003 eine zweite Gattung beschrieben.

## Merkmale
Die Psittacosauridae sind unter anderem durch folgende Merkmale charakterisiert: Der vor der Augenhöhle gelegene Teil des Schädels ist sehr kurz, die Nasenhöhlen liegen weit oben, das vor der Augenhöhle gelegene Schädelfenster ist geschlossen, der vierte Finger ist verkürzt und besteht aus nur einem Fingerglied (Phalange), und der fünfte Finger fehlt.
Psittacosauridae waren eher kleine (bis 2 Meter lange), sich vorwiegend auf den Hinterbeinen (biped) fortbewegende Dinosaurier. Wie bei allen Ceratopsia befand sich an der Spitze des Oberkiefers ein Rostralknochen, der zusammen mit dem vor dem Unterkiefer gelegenen Prädentale den typischen „Papageienschnabel“ bildete. Wie alle Ceratopsia waren sie Pflanzenfresser.
Sämtliche Funde der Psittacosauridae stammen aus der Unterkreide und sind etwa 134 bis 100 Millionen Jahre alt. Alle Fossilien wurden in Ostasien gefunden, vorwiegend in China und der Mongolei.

## Systematik
Abgesehen vom urtümlichen Yinlong bilden die Psittacosauridae die Schwestergruppe der übrigen, als Neoceratopsia zusammengefassten Ceratopsia. Das kommt in folgendem Kladogramm zum Ausdruck:
| N.N. | \| \| Psittacosauridae \| \| \| \| \| \| Neoceratopsia \| \| \| \| |
|      | \| \| Psittacosauridae \| \| \| \| \| \| Neoceratopsia \| \| \| \| |
|      | Yinlong                                                            |
|      |                                                                    |
|      | Psittacosauridae                                                   |
|      |                                                                    |
|      | Neoceratopsia                                                      |
|      |                                                                    |

|  | Psittacosauridae |
|  |                  |
|  | Neoceratopsia    |
|  |                  |

Umstritten ist dabei die Stellung von Chaoyangsaurus und dem nahe verwandten Xuanhuaceratops, die Chaoyangsauridae. Nach You und Dodson (2004) ist Chaoyangsaurus ein urtümlicher Vertreter der Neoceratopsia, die Erstbeschreiber von Xuanhuaceratops, Zhou et al. (2006) ordnen diesen und Chaoyangsaurus hingegen im Stammbaum als basale Ceratopsia und damit urtümlicher als die Psittacosauridae ein.